# Anthracophora scheepmakeri
Anthracophora scheepmakeri är en skalbaggsart som beskrevs av Lansberge 1879. Anthracophora scheepmakeri ingår i släktet Anthracophora och familjen Cetoniidae. Inga underarter finns listade i Catalogue of Life.